# Savigny-le-Sec
Savigny-le-Sec är en kommun i departementet Côte-d'Or i regionen Bourgogne-Franche-Comté i östra Frankrike. Kommunen ligger i kantonen Fontaine-lès-Dijon som tillhör arrondissementet Dijon. År 2022 hade Savigny-le-Sec 883 invånare.

## Befolkningsutveckling
Antalet invånare i kommunen Savigny-le-Sec
Referens:INSEE